# Kluczbork (công xã)
Gmina Kluczbork là một vùng thành thị-nông thôn (công xã) ở Kluczbork, Opole Voivodeship, ở phía tây nam Ba Lan. Khu vực hành chính của nó là thị trấn Kluczbork, nằm cách khoảng 41 kilômét (25 mi) về phía đông bắc của thủ đô Opole.
Gmina có diện tích 217 kilômét vuông (83,8 dặm vuông Anh) và tính đến năm 2006, tổng dân số của nó là 38.618 (trong đó dân số của Kluczbork lên tới 25.910, và dân số của vùng nông thôn của Gmina là 12,708).
Gmina gồm một phần của khu vực được bảo vệ gọi là Công viên Cảnh quan Stobrawa.

## Làng
Ngoài thị trấn Kluczbork, Gmina Kluczbork gồm các làng và các khu định cư của Bąków, Bażany, Biadacz, Bogacica, Bogacka Szklarnia, Bogdańczowice, Borkowice, Czaple Wolne, Gotartów, Krasków, Krzywizna, Kujakowice Dolne, Kujakowice Gorne, Kuniów, Ligota Dolna, Ligota Górna, Ligota Zamecka, owkowice, Maciejów, Nowa Bogacica, Przybkowice, Smardy Dolne, Smardy Górne, Stare Czaple, Unieszów và abiniec.

## Gmina lân cận
Gmina Kluczbork giáp với các Gmina của Byczyna, Gorzów ląski, Lasowice Wielkie, Murów, Olesno và Wołczyn.